# Клушинка
Клушинка (рос. Клушинка) — присілок Гагарінського району Смоленської області Росії. Входить до складу Покровського сільського поселення.
Населення — 6 осіб. 